# Mohamed Shah Jalal
Mohamed Shah Jalal (bengalisch মোহাম্মদ শাহ জালাল; * 10. August 1966) ist ein ehemaliger bangladeschischer Sprinter.

## Karriere
Mohamed Shah Jalal trat erstmals bei den Olympischen Sommerspielen 1988 in Seoul an. Er nahm am Wettbewerb über 100 m teil und zusammen mit seinen Teamkollegen Shahanuddin Choudhury, Mohamed Shah Jalal und Mohamed Hossain Milzer an der Staffel 4 × 100 m. 1992 in Barcelona trat er nochmals mit Golam Ambia, Mohamed Mehdi Hasan und Shahanuddin Choudhury in der Staffel an.